# Frank McAvennie
Frank McAvennie (* 22. November 1959 in Glasgow) ist ein ehemaliger schottischer Fußballspieler. Als Stürmer machte er zunächst als Torjäger des schottischen Erstligisten FC St. Mirren auf sich aufmerksam und feierte danach sowohl bei Celtic Glasgow als auch in England bei West Ham United die größten Erfolge. Er gewann im Jahr 1988 mit Celtic das „Double“ aus schottischer Meisterschaft und FA Cup. Für West Ham hatte er zuvor in der Saison 1985/86 26 Erstligatreffer erzielt und war damit zweitbester Torjäger gewesen. Darüber hinaus absolvierte er fünf A-Länderspiele für die schottische Nationalmannschaft und war Teil des Kaders der WM-Endrunde 1986 in Mexiko. Dort wurde er in zwei Gruppenspielen eingewechselt.

## Sportlicher Werdegang

### Die Anfänge beim FC St. Mirren
McAvennie wuchs im nordöstlichen Glasgower Stadtteil Milton auf und zeigte sich bei einem kleinen Klub in Kirkintilloch als talentierter Fußballer. Von dort wurde er zu dem renommierten Nachwuchsverein Johnstone Burgh für 500 Pfund vermittelt und versuchte sich dazu mit Probetrainingseinheiten bei prominenteren Klubs zu empfehlen. Nennenswert war sein vergebliches Vorspielen bei Partick Thistle, das mit seiner Auswechslung nach vorheriger Einwechslung endete und Trainer Bertie Auld zu der Einschätzung verleitete, dass es bei McAvennie niemals für eine erfolgreiche Fußballerkarriere reichen würde. Alternativ versuchte er bei der British Army als Soldat unterzukommen, aber auch dort wurde er nicht angenommen, da er bei den Schießübungen durchgefallen war. Zu seinen frühen Tätigkeitsfeldern vor dem Profifußball war seine Beschäftigung als Straßenreiniger. Erst mit seinem Engagement ab 1980 beim schottischen Erstligisten FC St. Mirren verfestigte sich für ihn im Alter von 20 Jahren die Profifußballerlaufbahn. Sein Debüt in der höchsten schottischen Spielklasse gab McAvennie in der Saison 1981/82 beim 4:3-Auswärtssieg gegen den Airdrieonians FC. Dort wurde er im Mittelfeld eingesetzt und schoss zwei Tore. Insgesamt trug er 13 Treffer in 31 Meisterschaftspartien bei und am Ende seiner ersten Spielzeit wurde er in der Kategorie „Bester Jungprofi“ als Schottlands Fußballer des Jahres ausgezeichnet. In den folgenden drei Jahren blieb McAvennie eine Konstante im Spiel des FC St. Mirren und mit der Referenz von 16 Erstligatoren in der Saison 1984/85 empfahl er sich für „höhere Aufgaben“.

### Über West Ham nach Glasgow
Auch nach England hatte sich McAvennies Treffsicherheit herumgesprochen und als erster Ansprechpartner galt Luton Town. Im Sommer 1985 kamen die Gespräche mit Trainer David Pleat fast zum Vertragsabschluss, bevor sich der Umworbene doch dagegen entschied. Als der FC St. Mirren anschließend eine Ablösesumme von 340.000 Pfund von West Ham United akzeptierte, kam es dort zu einer Einigung, nachdem sich McAvennie im Juni 1985 auch mit dem neuen Trainer John Lyall getroffen hatte. Er debütierte am 17. August 1985 zur Eröffnung der Erstligasaison 1985/86 bei Birmingham City (0:1), bevor er beim anschließenden 3:1-Heimerfolg gegen die Queens Park Rangers seine ersten beiden Ligatore erzielte. Primär als offensiver Mittelfeldspieler eingeplant, sorgte vor allem die Verletzung von Paul Goddard dafür, dass er in den Sturm beordert wurde und diese Position auch nach Goddards Rückkehr beibehielt. Gemeinsam mit dem jungen Tony Cottee bildete McAvennie ein erfolgreiches Angreifer-Duo und auf die gemeinsamen 46 Tore entfielen 26 auf den schottischen Neuzugang. Damit erreichte West Ham den dritten Abschlusstabellenrang und feierte damit die höchste Platzierung in der Vereinsgeschichte – nur vier Punkte hinter dem neuen Meister FC Liverpool. McAvennies Torausbeute wurde nur von Gary Lineker mit 30 Treffern übertroffen. Die zunehmende Berühmtheit zog ein gesteigertes Interesse der einheimischen (TV-)Medien nach sich. Vor allem sein Auftritt in einer Unterhaltungssendung von Terry Wogan führte McAvennie in die Promiwelt ein und die Ablenkungen jenseits des Platzes sorgten auch bei McAvennie für Leistungsdellen in der anschließenden Spielzeit 1986/87, die mit nur noch sieben Ligatoren des Schotten endeten und West Ham auf den 15. Platz abstürzen ließ.
Nach acht torlosen Spielen zu Beginn der Spielzeit 1987/88 wechselte McAvennie Anfang Oktober 1987 für eine Ablösesumme von 750.000 Pfund zurück nach Schottland zu Celtic Glasgow. Zuvor hatte schon mit Graeme Souness der Trainer des Lokalrivalen Rangers ein Angebot nach McAvennies erstem erfolgreichen Jahr in West Ham getätigt, was im Falle eines Zustandekommens Schlagzeilen gemacht hätte, da McAvennie somit zum ersten Zugang der Rangers mit katholischen Hintergrund geworden wäre. Mit Verweis auf seine Verbundenheit zu Celtic seit Kindesbeinen an, lehnte McAvennie die Rangers-Avancen ab. Am 3. Oktober 1987 gab McAvennie für Celtic seinen Einstand beim 1:1-Heimremis gegen Hibernian Edinburgh. Die Eingewöhnung fiel ihm zunächst schwer. Dazu kam, dass er sich im Duell mit dem Stadtkonkurrenten Rangers (2:2) in einem Tumult wiederfand (gemeinsam mit Chris Woods, Terry Butcher und Graham Roberts) und gemeinsam mit Woods vom Platz gestellt wurde; später folgte noch Butcher. Die beteiligten Spieler fanden sich anschließend vor dem Sportgericht wieder, wobei McAvennie im Gegensatz zu Butcher und Woods freigesprochen wurde. Im Verlauf der Saison 1987/88 fand McAvennie schließlich zurück zu einer guten Form und schoss auf dem Weg zum „Double“ aus schottischer Meisterschaft und FA Cup 15 Ligatore. Er war dabei Teil des Angriffstrios mit Andy Walker und Joe Miller. McAvennies persönliches Highlight waren seine zwei Tore zum 2:0-Sieg gegen die Rangers im Januar 1988. Auch im Pokalendspiel hatte „Macca“ eine tragende Rolle, als seine zwei späten Tore für den 2:1-Sieg gegen Dundee United sorgten. Die „Mission Titelverteidigung“ verlief in der Saison 1988/89 nicht wie geplant und Celtic landete hinter den Rangers und dem FC Aberdeen nur auf dem dritten Rang. McAvennie war jedoch einer der wenigen Leistungsträger und steuerte bis Weihnachten 1988 elf Tore bei. Als er sich dann am Neujahrstag gegen die Rangers den Arm brach, verließ ihn die Fortune und McAvennie äußerte wiederholt seinen Wunsch, nach London zurückzukehren (dort wohnte seine Freundin und Model Jenny Blyth). Nach einem öffentlich ausgetragenen Streit mit Trainer Billy McNeill nahm ihn dieser im März 1989 für Auswärtspartie gegen Heart of Midlothian aus dem Team. Kurz darauf gab Celtic den stetigen Abwanderungsgedanken nach und so kehrte McAvennie noch im selben Monat zu West Ham United zurück.

### Rückkehr nach London
West Ham ließ sich die Rückkehr 1,25 Millionen Pfund kosten und die Investition stellte eine Rekordmarke für den Verein dar. McAvennie widersprach öffentlich, dass er primär die Londoner Promi-Welt suchte und äußerte als maßgeblichen Grund, dass ihm für eine Vertragsverlängerung bei Celtic keine „Signing Fee“ zugesichert wurde. Neben West Ham hatte sich auch mit dem FC Arsenal der spätere englische Meister interessiert gezeigt, da ein zuverlässiger Torschütze an der Seite von Alan Smith benötigt wurde. Die Herzensentscheidung, sich nicht den „Gunners“ anzuschließen, sollte sich rächen, denn McAvennie stieg mit den „Hammers“ nicht nur als Vorletzter in die zweite Liga ab; auch ein Tor war ihm in den restlichen acht Ligapartien nicht vergönnt. Seine zweite Zeit in London war deutlich getrübter, denn bereits im ersten Spiel der Zweitligasaison 1989/90 brach er sich im Duell mit Chris Kamara von Stoke City das Bein und musste bis Ende März 1990 pausieren. Nach seinem Comeback konnte sich West Ham zwar noch vom zehnten auf den sieben Platz verbessern, erreichte jedoch damit nicht mehr die Playoff-Plätze. Das Foul von Kamara an ihm hatte noch ein mediales Nachspiel, nachdem darüber spekuliert wurde, ob McAvennie gerichtlich gegen Kamara vorgehen wollte. Der Beschuldigte stufte den Zweikampf als harmlos ein und unterstellte McAvennie wiederum, „viele Lügen und falsche Erinnerungen“ zu äußern. Dazu gehörte McAvennies Unterstellung, dass sich Kamara direkt nach dem Foul über ihm aufgebaut habe mit einer Beleidigung und dem Ausspruch, dass man einen „Männersport“ spiele. McAvennie bekam zwei Metallplatten und eine Schraube ins Gelenk und eine weitere Platte ins Bein; Kamara erhielt zeitweilig Morddrohungen von einigen West-Ham-Anhängern. Als negativer Begleiteffekt war für McAvennie die zusätzliche Freizeit und Langeweile während der Rekonvaleszenz, die er mit Besuchen in Londoner Nachtklubs zur Ablenkung bekämpfte. Dabei kam er auch erstmals mit Kokain in Kontakt und wurde davon abhängig.
Zur Saison 1990/91 war McAvennie wieder einsatzfähig und schoss Ende August 1990 beim 1:1 gegen den FC Portsmouth sein erstes Tor in England nach April 1987. West Ham gelang schließlich über die Vizemeisterschaft die Rückkehr in die höchste englische Spielklasse und dazu erreichten die „Hammers“ das Halbfinale im FA Cup. McAvennie steuerte zehn Ligatore bei und sein Sturmpartner war nun Trevor Morley, nachdem Cottee im August 1988 das Team in Richtung des FC Everton verlassen hatte. Die Spielzeit 1991/92 verlief gleichsam für West Ham und McAvennie enttäuschend. Gerade einmal drei Ligatore gelangen ihm in der ersten Saisonhälfte und West Ham konnte sich nach Weihnachten nicht mehr von den Abstiegsplätzen lösen. Dazu musste er sich zunehmender Konkurrenz in Form von Mike Small erwehren. Das Ende zeichnete sich ab; es gelang ihm jedoch ein gelungener Abschied in seinem letzten Einsatz, als er nach der Einwechslung für Mitchell Thomas gegen Nottingham Forest einen Hattrick erzielte. West Ham stand da bereits als Schlusslicht und Absteiger fest und sechs Ligatore waren für McAvennie eine schwache Ausbeute.

### Karriereausklang
Ablösefrei heuerte McAvennie im August 1992 in der neuen Premier League bei Aston Villa unter Trainer Ron Atkinson an. Hier kam er jedoch nur in drei Ligapartien für die „Villans“ zum Zug, da das Sturmduo aus Dalian Atkinson und Neuverpflichtung Dean Saunders perfekt harmonierte und den Verein zu einem ernsthaften Titelaspiranten machte. Aston Villa gewann später die Vizemeisterschaft hinter Manchester United und im Januar 1993 schloss sich McAvennie ein zweites Mal Celtic an. Vorausgegangen waren kurze Stippvisiten in Nordirland beim Cliftonville FC und in Hongkong bei South China AA. Während er in Nordirland ein Pokalspiel absolvierte, blieb es auch in China bei nur einer Pflichtpartie. Die chinesische Herausforderung erschien ihm wenig attraktiv und so entschied er sich für eine Rückkehr nach Schottland.
Zunächst hatte sich Partick Thistle McAvennies Dienste scheinbar gesichert und eine Pressekonferenz war einberufen worden, auf der die Verpflichtung bekanntgegeben werden sollte, bevor im letzten Moment Celtics Trainer Liam Brady intervenierte und den Ex-Schützling von einer Neuauflage im Januar 1993 überzeugte. In den restlichen Saisonpartien schoss McAvennie neun Tore in 19 Ligaspielen, erreichte jedoch erneut nur Platz 3 hinter den Rangers und Aberdeen. In der Folgezeit fiel er in der Hackordnung zurück (bedingt auch durch den Trainerwechsel von Brady zu Lou Macari) und traf lediglich einmal in 11 Ligapartien. Im Februar 1994 wurde er an Swindon Town ausgeliehen, das in der englischen Premier League um den Klassenerhalt kämpfte. Auch hier agierte McAvennie glücklos, konnte keinen Treffer in sieben Meisterschaftsbegegnungen beisteuern und stieg als Tabellenletzter ab.
Nach seinem zweiten Weggang von Celtic unterschrieb er einen Vertrag beim Erstligaaufsteiger FC Falkirk. Gerade einmal einen Monat dauerte dieses Intermezzo, bevor es ihn nach zwei Toren in drei Spielen eine Liga tiefer zurück zu seinem ersten Profiklub FC St. Mirren verschlug. Dort war ihm ein letzter Treffer in der Profikarriere nicht mehr vergönnt und so endete seine aktive Laufbahn im Alter von 35 Jahren.

### Schottische Nationalmannschaft
Nach seinem sportlichen Durchbruch bei West Ham United wurde McAvennie im November 1985 in den Kader der schottischen A-Nationalmannschaft berufen. Anlass waren die beiden entscheidenden Qualifikationsspiele für die WM-Endrunde 1986 in Mexiko gegen Australien. Im Hinspiel daheim gelang McAvennie bei seinem Debüt der Treffer zum 2:0-Endstand, nachdem zwei Minuten zuvor Davie Cooper das erste Tor geschossen hatte. Im Rückspiel sicherte sich Schottland in Melbourne mit einem 0:0 das Ticket für Mexiko und McAvennie hatte dabei sein zweites A-Länderspiel absolviert. Damit empfahl er sich auch für den schottischen Kader der WM-Endrunde selbst und kam dort unter Trainer Alex Ferguson zu zwei Einsätzen über Einwechslungen. Beide Partien gegen Dänemark und Deutschland endeten mit Niederlagen und Schottland schied bereits nach der Gruppenphase aus. Es folgte nur noch ein fünfter und letzter Einsatz im Februar 1988 beim 2:2 gegen Saudi-Arabien (2:2).

## Titel/Auszeichnungen
- Schottlands Fußballer des Jahres (1): 1981/82 (bester Jungprofi)
- Schottische Meisterschaft (1): 1987/88
- Schottischer Pokal (1): 1987/88